# Liagoceradocus lonomaka
Liagoceradocus lonomaka är en kräftdjursart som först beskrevs av J. L. Barnard 1977.  Liagoceradocus lonomaka ingår i släktet Liagoceradocus och familjen Hadziidae. Inga underarter finns listade i Catalogue of Life.